# أوتو شتابف (ضابط)
أوتو شتابف (13 نوفمبر 1890 - 30 مارس 1963) جنرالًا ألمانيًا خلال الحرب العالمية الثانية قاد فرقة المشاة 111. حصل على وسام الفارس الصليبي الحديدي لألمانيا النازية.

## الجوائز والأوسمة
- صليب الاستحقاق الحربي بالسيفوف 10 سبتمبر 1944 مثل الجنرال دير إنفانتري وقائد Wehrmachtwirtschaftstab Ost [1]
- وسام الفارس الصليبي الحديدي في 31 أغسطس 1941 كقائد عام وقائد 111. فرقة المشاة [1]

### اقتباسات
1. 1 2  Fellgiebel 2000, p. 331.

- Fellgiebel, Walther-Peer (2000) [1986]. Die Träger des Ritterkreuzes des Eisernen Kreuzes 1939–1945 — Die Inhaber der höchsten Auszeichnung des Zweiten Weltkrieges aller Wehrmachtteile [The Bearers of the Knight's Cross of the Iron Cross 1939–1945 — The Owners of the Highest Award of the Second World War of all Wehrmacht Branches] (بالألمانية). Friedberg, Germany: Podzun-Pallas. ISBN:978-3-7909-0284-6.

| مناصب عسكرية    | مناصب عسكرية                | مناصب عسكرية    |
| --------------- | --------------------------- | --------------- |
| سبقه {{{سبقه}}} | {{{العنوان}}} {{{الأعوام}}} | تبعه {{{تبعه}}} |
| سبقه {{{سبقه}}} | {{{العنوان}}} {{{الأعوام}}} | تبعه {{{تبعه}}} |